# Estados Unidos en los Juegos Olímpicos de Nagano 1998
Estados Unidos estuvo representado en los Juegos Olímpicos de Nagano 1998 por un total de 186 deportistas, 105 hombres y 81 mujeres, que compitieron en 14 deportes.
El portador de la bandera en la ceremonia de apertura fue el patinador de velocidad en pista corta Eric Flaim.

## Medallistas
El equipo olímpico estadounidense obtuvo las siguientes medallas:
| Nombre                      | Deporte               | Competición    |
| --------------------------- | --------------------- | -------------- |
| Oro                         |                       |                |
| Nikki Stone                 | Esquí acrobático      | Saltos F       |
| Jonny Moseley               | Esquí acrobático      | Baches M       |
| Eric Bergoust               | Esquí acrobático      | Saltos M       |
| Picabo Street               | Esquí alpino          | Supergigante F |
| Equipo                      | Hockey sobre hielo    | Torneo F       |
| Tara Lipinski               | Patinaje artístico    | Individual F   |
| Plata                       |                       |                |
| Chris Thorpe Gordy Sheer    | Luge                  | Doble M        |
| Michelle Kwan               | Patinaje artístico    | Individual F   |
| Chris Witty                 | Patinaje de velocidad | 1000 m F       |
| Bronce                      |                       |                |
| Mark Grimmette Brian Martin | Luge                  | Doble M        |
| Chris Witty                 | Patinaje de velocidad | 1500 m F       |
| Shannon Dunn-Downing        | Snowboard             | Halfpipe F     |
| Ross Powers                 | Snowboard             | Halfpipe M     |